# Ctenochaetus hawaiiensis
Ctenochaetus hawaiiensis là một loài cá biển thuộc chi Ctenochaetus trong họ Cá đuôi gai. Loài cá này được mô tả lần đầu tiên vào năm 1955.

## Từ nguyên
Loài cá này được đặt theo tên của quần đảo Hawaii, nơi mà C. hawaiiensis được phát hiện lần đầu tiên.

## Phạm vi phân bố và môi trường sống
C. hawaiiensis có phạm vi phân bố rộng rãi ở Tây và Trung Thái Bình Dương. Loài cá này được tìm thấy ở quần đảo Ryukyu (Nhật Bản), và từ Palau băng qua Liên bang Micronesia và Polynesia thuộc Pháp (trừ Rapa Iti), cũng như hầu hết các đảo quốc, quần đảo thuộc châu Đại Dương, đến quần đảo Pitcairn; phía bắc đến quần đảo Hawaii.
C. hawaiiensis sống gần các rạn san hô và bãi ngầm ở độ sâu khoảng 61 m trở lại, nhưng thường được quan sát ở độ sâu khoảng từ 5 đến 40 m.

## Mô tả
Chiều dài cơ thể tối đa được ghi nhận ở C. hawaiiensis là 25 cm. Có một mảnh xương nhọn chĩa ra ở mỗi bên cuống đuôi, tạo thành ngạnh sắc. Cơ thể hình bầu dục thuôn dài, cá trưởng thành có màu đen hoàn toàn với những vệt sọc ngang màu xanh lục sẫm; các vây có màu sẫm hơn thân. Cá con có màu đỏ cam với những đường vân hình chữ V sẫm màu; vây lưng và vây hậu môn màu xanh lam thẫm.
Số gai ở vây lưng: 8; Số tia vây ở vây lưng: 27 - 29; Số gai ở vây hậu môn: 3; Số tia vây ở vây hậu môn: 25 - 26.

## Sinh thái
C. hawaiiensis có thể sống đơn độc hoặc hợp thành nhóm. Thức ăn của các loài Ctenochaetus chủ yếu là các loại tảo và vụn hữu cơ. Chúng dùng răng của mình để đẩy cát đá trên nền đáy và xúc những mảnh tảo vụn vào miệng. Các loài Ctenochaetus đều có chung một đặc điểm là dạ dày có thành dày.